# Todo Soda
Todo Soda es un reedición de la discografía del grupo argentino, Soda Stereo editado en 2012 por La Nación. La reedición contiene un total de 20 volúmenes que incluye un CD, con fotos del archivo personal de la banda, letras de canciones y la historia del grupo en cada periodo, hecho por Marcelo Fernández Bitar (reconocido periodista de música popular y autor de la biografía de Soda en 1990). Las tapas e interiores de cada libro del volumen fueron diseñados por Alejandro Ros. Cabe destacar que su distribución fue únicamente en Argentina.

## Cronograma de salidas
Títulos - Fecha de Circulación

1. Soda Stereo - 24/02/2012
2. Nada Personal - 09/03/2012
3. Signos  - 23/03/2012
4. Ruido blanco (en vivo)  - 06/04/2012
5. Doble Vida  - 20/04/2012
6. Languis + Rex Mix  (2 CDs en 1 libro)  - 04/05/2012
7. Canción Animal  - 18/05/2012
8. Dynamo  - 01/06/2012
9. Zona de promesas (compilado de remixes)  - 15/06/2012
10. Sueño Stereo  29/06/2012
11. Confort y música para volar (CD - Unplugged)  - 13/07/2012
12. El Último Concierto A (En vivo)  - 27/07/2012
13. El Último Concierto B (En vivo)  - 10/08/2012
14. Una parte de la euforia (DVD - Documental)  - 24/08/2012
15. El Último Concierto (DVD - Documental  + Show en vivo)  - 07/09/2012
16. Confort y música para volar (DVD - Unplugged)  - 21/09/2012
17. Me Veras Volver 1  - 05/10/2012
18. Me Veras Volver 2  - 19/10/2012
19. Me Veras Volver DVD 1  02/11/2012
20. Me Veras Volver DVD 2  16/11/2012